# 張鳳翽
張 鳳翽（ちょう ほうかい）は、清末・中華民国・中華人民共和国の軍人・政治家。中華民国の初代陝西都督をつとめた。字は翔初。陝西省西安府咸寧県の出身。本貫は河南省南陽府沁陽県。

## 事跡
年少時に秀才となった。しかし軍人の道に転じ、1902年（光緒28年）、陝西陸軍武備学堂に入学する。1904年（光緒30年）に卒業し、官費で日本に留学した。日本では、東京振武学校を経て、陸軍士官学校で学ぶ。日本留学中、一度は中国同盟会に加入したが、すぐに会員証を焼き払い、保守派の政治姿勢を保った。
1909年（宣統元年）帰国し、1910年（宣統2年）春に陝西新軍督練公所委員に任命された。同年冬、新軍第39混成協司令部参軍に異動し、さらに参謀兼第2標第1営管帯に任命された。この頃になると、張鳳翽は中国同盟会を中心とする革命派士官との間で交流が進み、革命へ傾倒していく。
1911年（宣統3年）10月22日、張鳳翽ら陝西省の革命派は、武昌起義に呼応した西安起義を発動する。張鳳翽は「秦隴復漢軍」大統領に推挙され、まもなく陝西軍政府を樹立した。同年12月9日、張鳳翽は中華民国秦軍政分府大都督に就任した。
1912年（民国元年）8月、張鳳翽は袁世凱から陝西都督に任命された。張鳳翽は袁世凱を積極的に支持する姿勢をとり、二次革命（第二革命）では革命派を鎮圧した。ところが1914年（民国3年）に、白朗率いる軍が陝西省に進攻してくると、袁世凱はそれを口実に側近の陸建章率いる軍を白朗追討の名目で陝西省に送り込む。張鳳翽はこれにより、都督の地位を陸に奪われてしまった。
張鳳翽は北京へ召還され、揚威将軍に任命されたが、実際には閑職であった。以後、何度か陝西省での復権を謀るも、それを果たせずに終わる。日中戦争（抗日戦争）の時期には、陝西省の名士の1人として、社会各階層に抗戦を呼びかけた。
1949年の中華人民共和国建国後も、張鳳翽は大陸に留まった。以後、西北軍政委員会委員、西北行政委員会委員、陝西省人民政府副主席、陝西省副省長、第1期全国人民代表大会代表などを歴任した。
1958年7月29日、西安で死去。享年78（満77歳）。